# Tlatilco-Kultur

Fundstätten der Präklassik in Mexiko

Die Tlatilco-Kultur ist nach dem westlich von Mexiko-Stadt gelegenen Vorort Tlatilco benannt. Bislang sind drei Fundstätten bekannt, die dieser Kultur zugerechnet werden: Tlatilco, Tlapacoya und Coapexco.

## Geografie

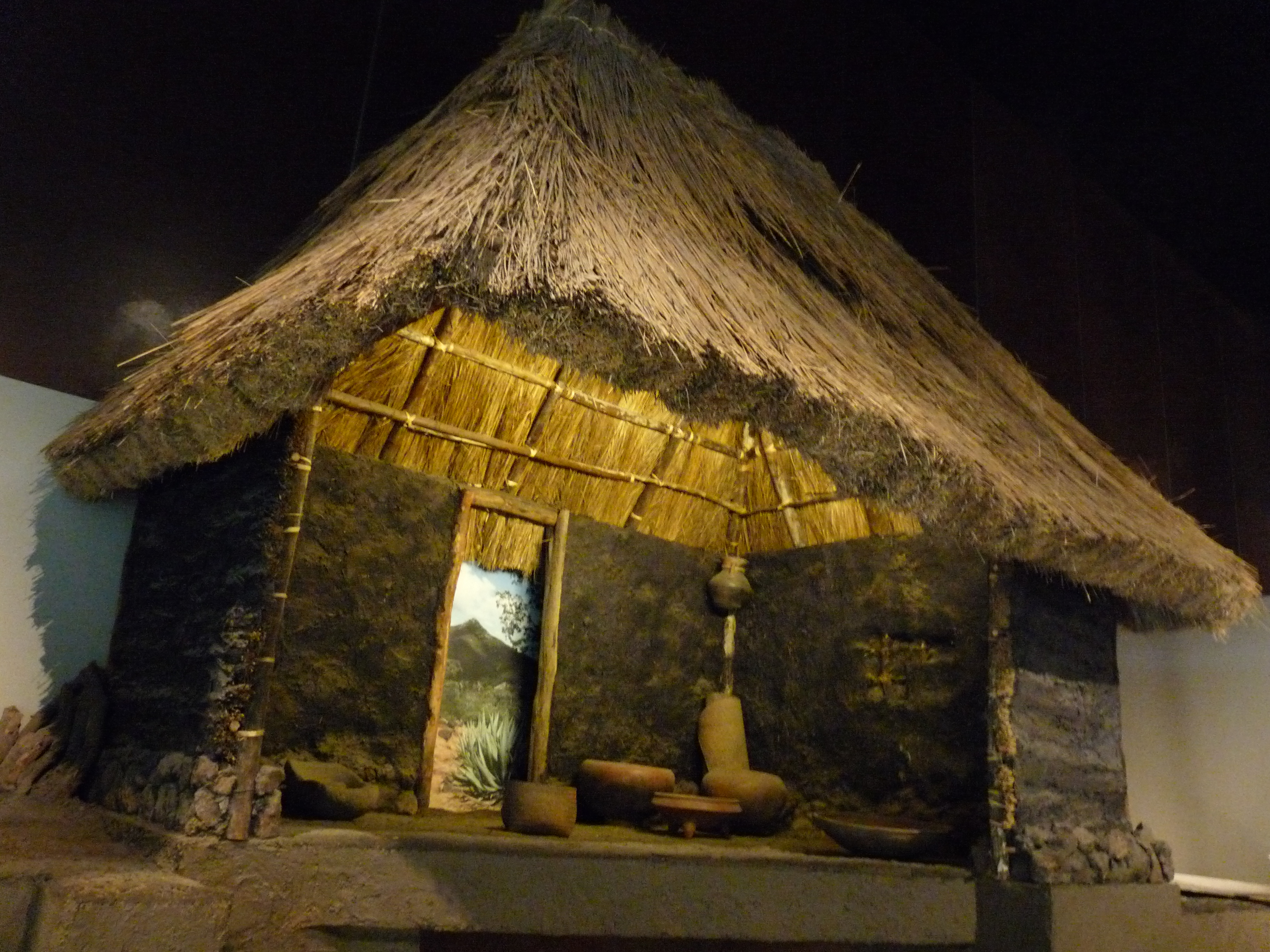
Rekonstruktion einer einräumigen Holz- bzw. Schilfhütte mit Lehmbewurf – Bauten aus Stein waren der Tlatilco-Kultur noch unbekannt.

Die drei genannten Orte liegen allesamt an den ehemaligen Lagunenseen in der Umgebung von Mexiko-Stadt in Höhen um die 2300 m ü. d. M. und wurden erst relativ spät von der archäologischen Forschung wahrgenommen, da oberirdisch nichts zu sehen war, denn Bauten oder sonstige Gegenstände aus Stein (z. B. Stelen oder Altäre) waren unbekannt. Die Lagunenseen boten jedoch ganzjährig ausreichend Wasser; ihre Uferzonen waren fruchtbar und zogen überdies Wild und Vögel an, die gejagt wurden.

## Lebensumstände
Man nimmt an, dass die Schöpfer der außergewöhnlichen Tonfigurinen in – mit Holzstangen verstärkten – einräumigen Schilfhütten lebten, deren Außenwände zur besseren Isolierung gegen die winterliche bzw. nächtliche Kühle mit Lehm beworfen waren. Neben der Jagd ernährten sie sich von Fischfang und Ackerbau (Mais, Bohnen, Tomaten, Chili etc.) – vielleicht auch schon auf schwimmenden Anbauflächen (chinampas). Zugtiere zur Hilfe bei der Feldarbeit und die Verarbeitung von Metallen war unbekannt; lediglich Obsidianmesser und -schaber wurden verwendet.

## Geschichte
Die Tlatilco-Kultur ist die älteste Kultur im zentralmexikanischen Hochland, von der bedeutende Artefakte in Form von – zumeist hohlen – Tonfigürchen erhalten sind. Sie werden meist in die Zeit zwischen 1500 v. Chr. und 1000 v. Chr. datiert und mit künstlerischen Einflüssen aus dem olmekischen Kulturraum in Verbindung gebracht. Viele der Fundstücke entstammen Raubgrabungen in den 1930er und 1940er Jahren und befinden sich amerikanischen und mexikanischen Privatsammlungen – erst allmählich gelangen einige der Objekte in die Museen.

## Fundobjekte

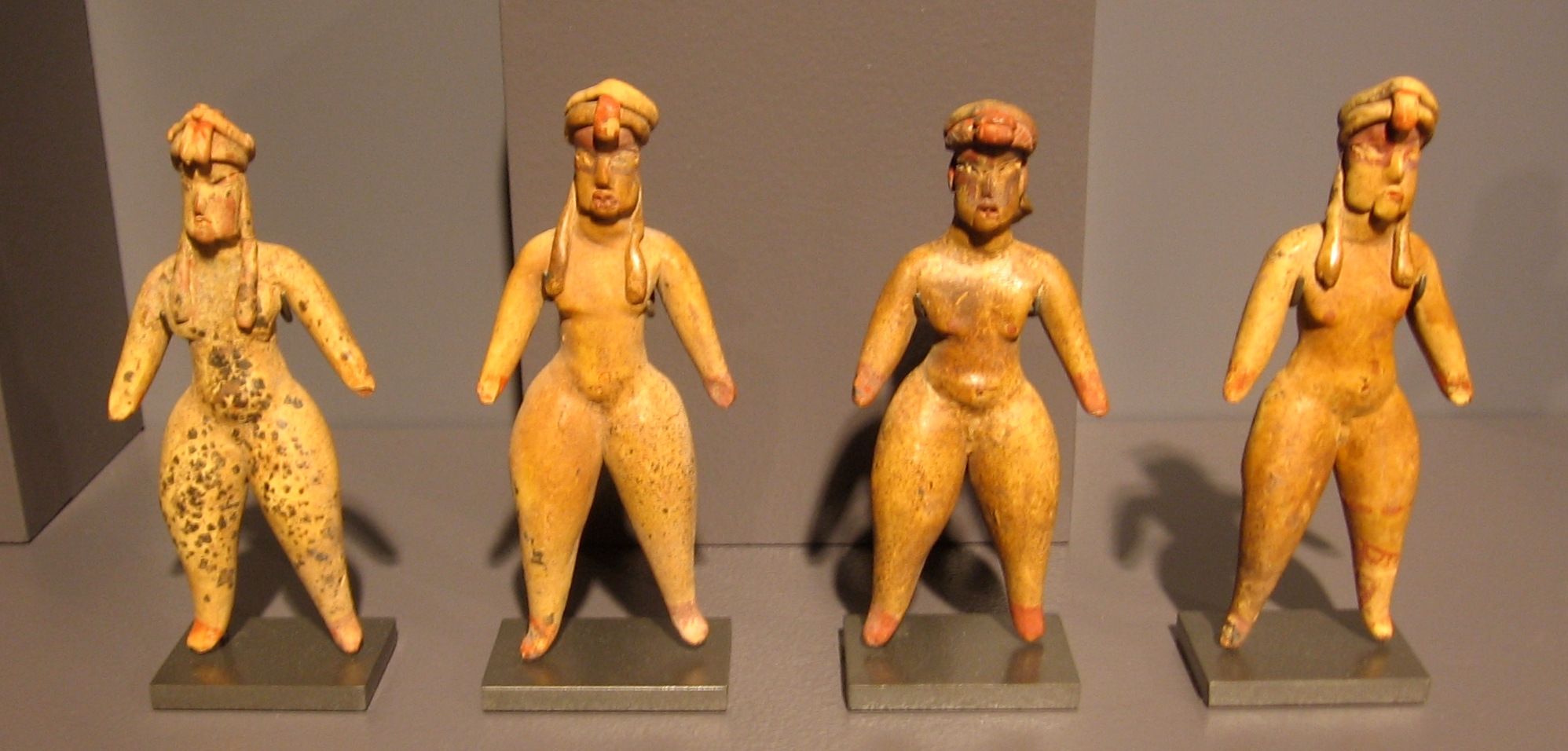
Vier weibliche Tonfigurinen mit repräsentativem Kopfschmuck

Die meist vollplastischen Figurinen, von denen bislang etwa 200 bekannt sind, wurden allesamt in Gräbern gefunden und sind somit weder als Gebrauchs- noch als Kultgegenstände anzusehen. Wahrscheinlich wurden sie von vornherein als fein ausgearbeitete Grabbeigaben konzipiert (vgl. Jaina). Sie bezeugen eine außergewöhnliche Beobachtungsgabe und eine hohe handwerkliche Kunstfertigkeit ihrer Schöpfer. Es finden sich sowohl weibliche als auch männliche Skulpturen – auch Tiere und abstrakte Motive spielen eine große Rolle. Darstellungen von Göttern und/oder Herrschern bzw. Priesterkönigen fehlen, was auf eine eher kleinräumig-dörfliche Sozialstruktur schließen lässt. Einige der Tonfiguren zeigen seltsame Missbildungen wie z. B. zwei Köpfe – ob diese auch auf Naturbeobachtungen oder die Fantasie ihrer Schöpfer zurückzuführen sind, ist unklar.

## Bilder

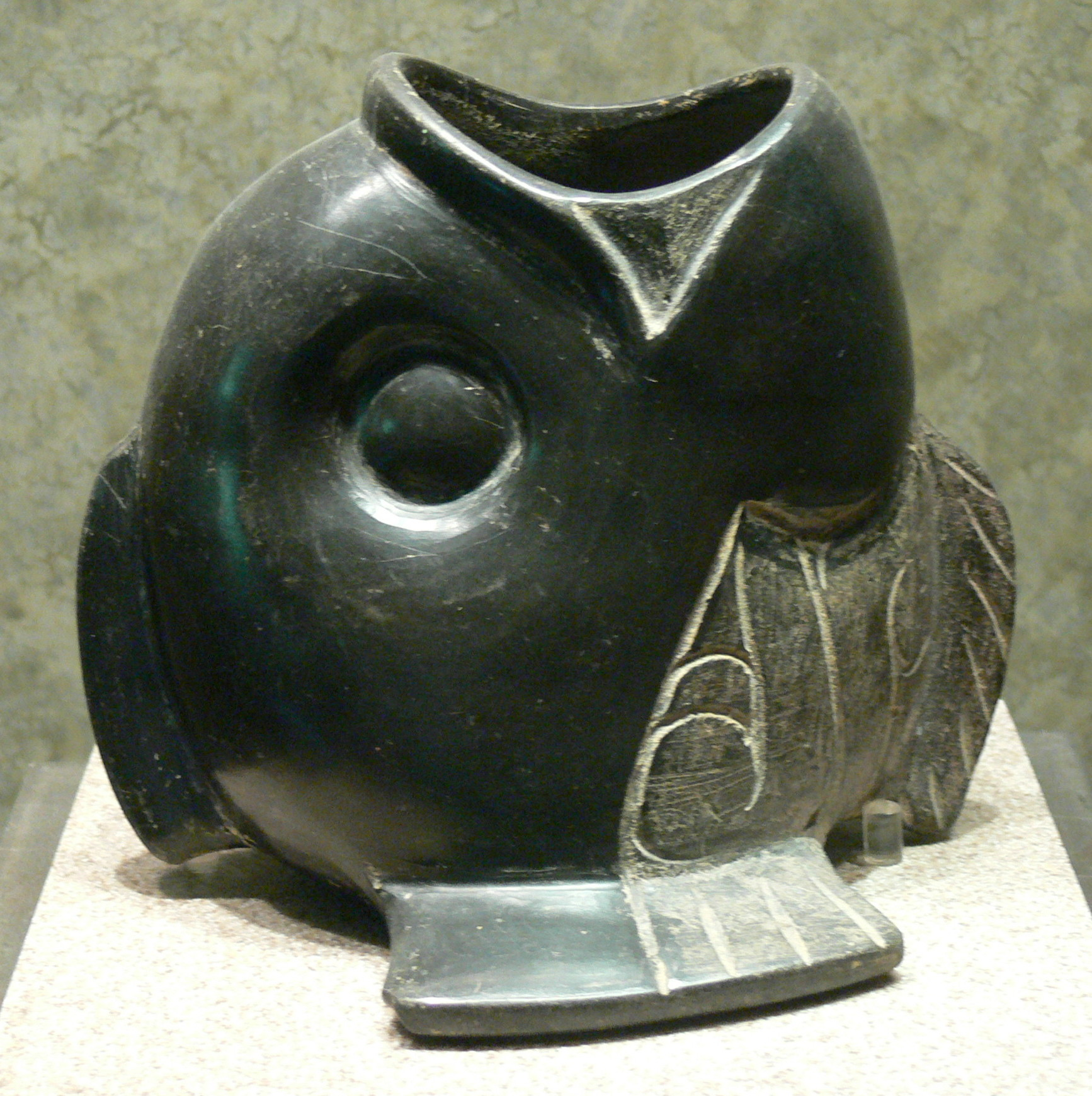
Fischvase
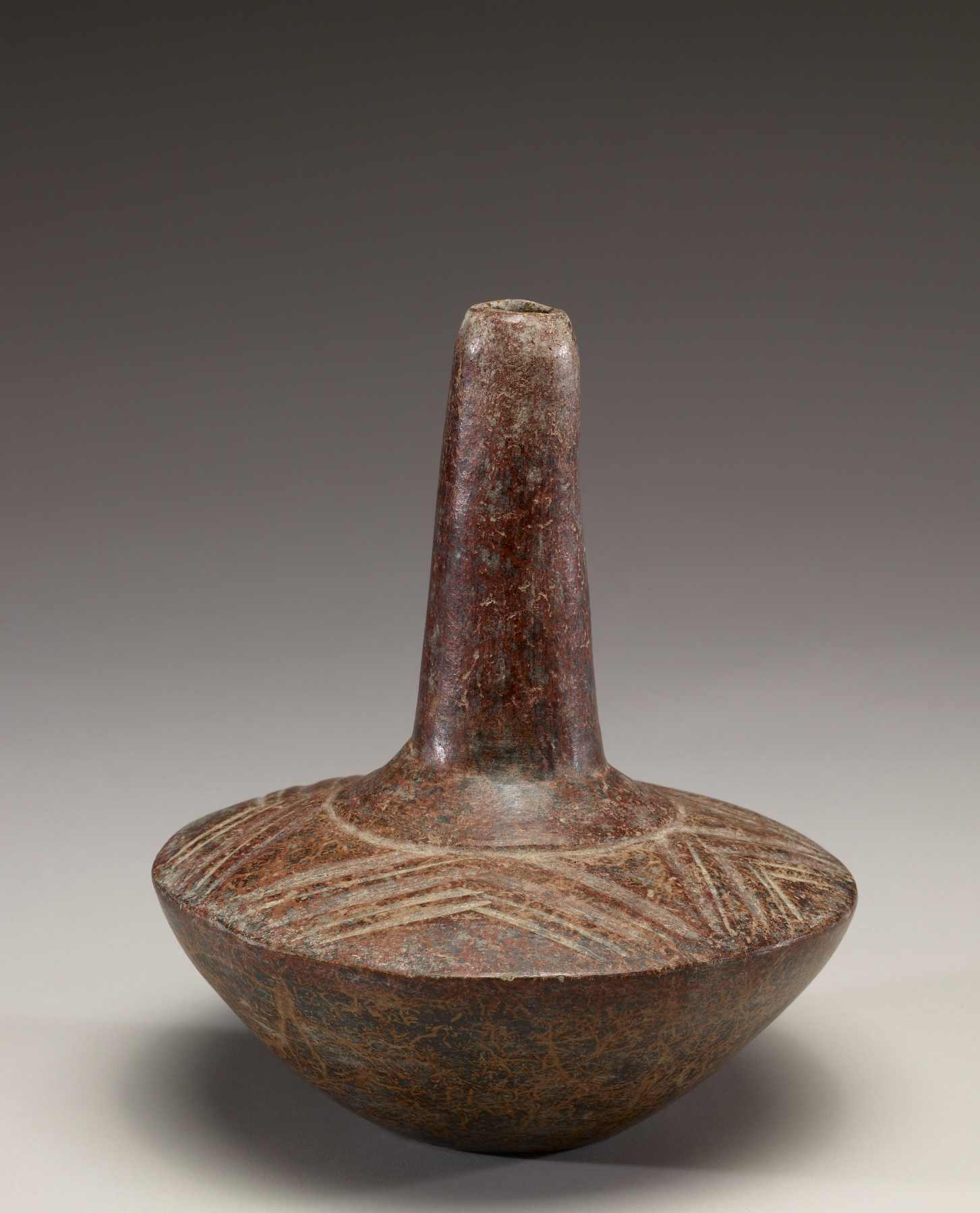
Vase mit geometrischer Verzierung
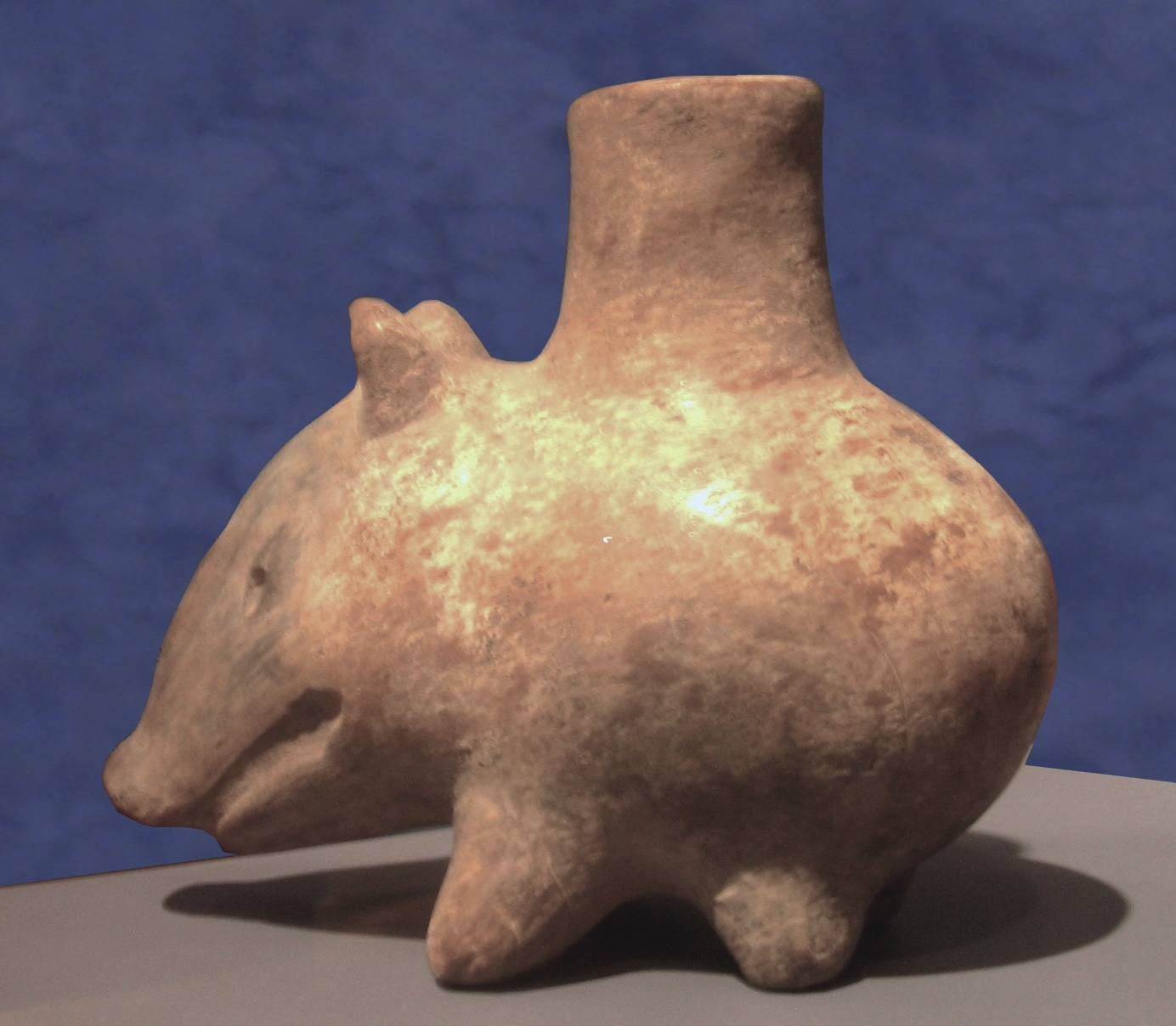
Gefäß in Form eines Pekaris
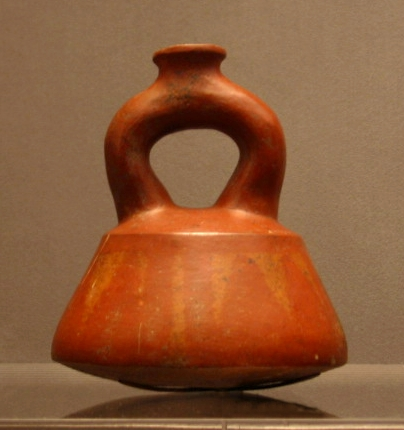
Henkelgefäß mit gerundetem Boden
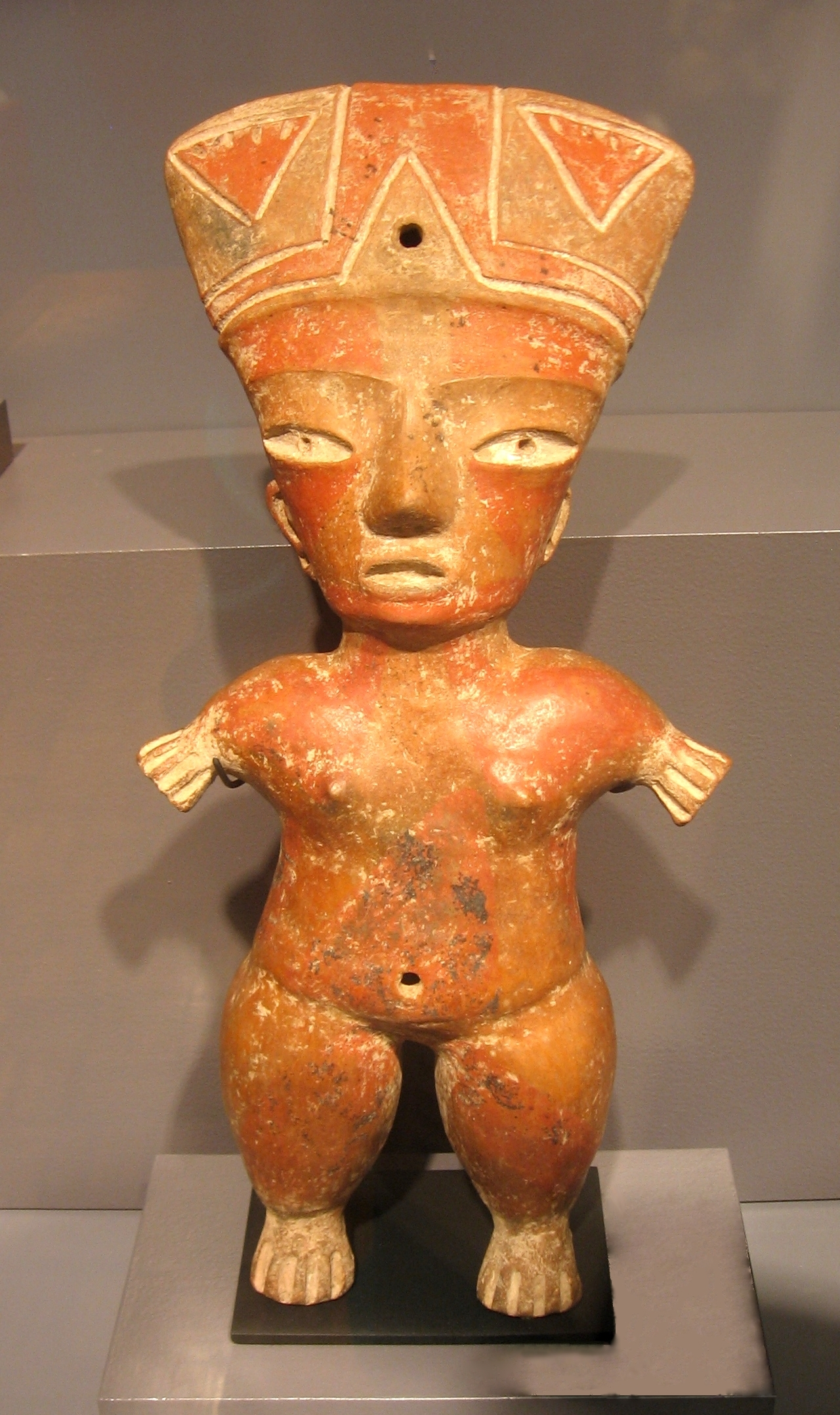
Weibliche Figurine mit hohem Kopfschmuck
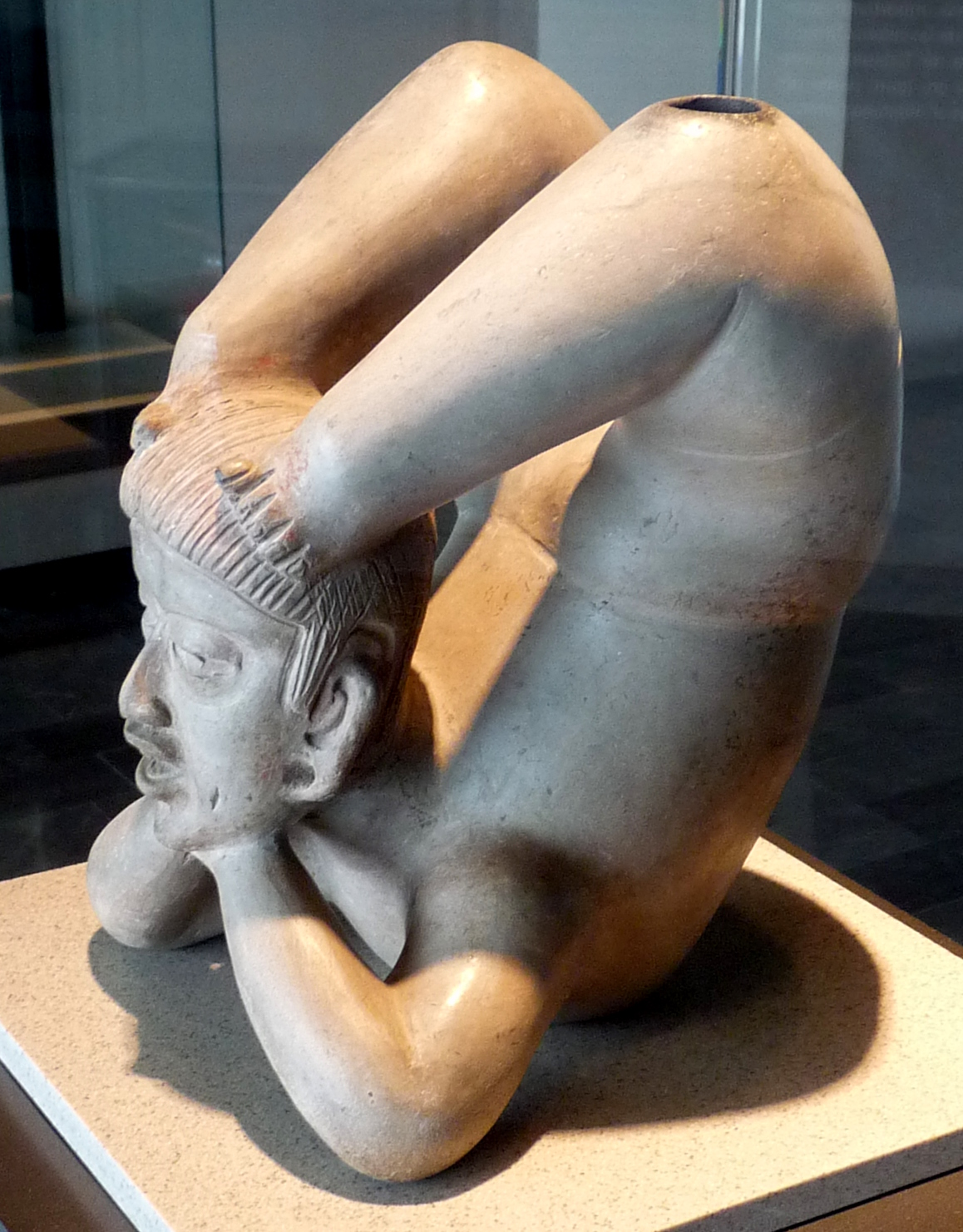
Henkelgefäß in Form eines Akrobaten
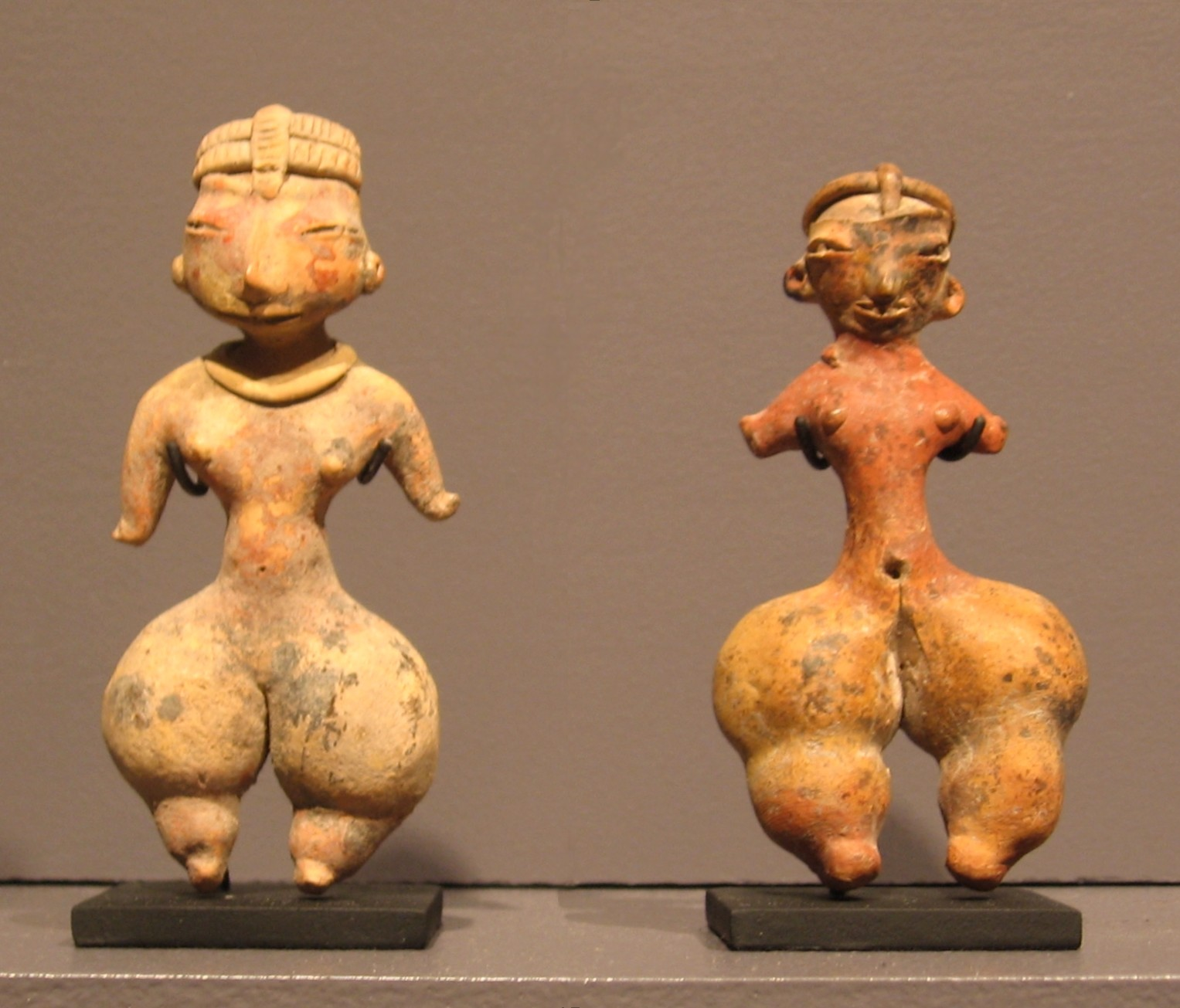
2 weibliche Figurinen
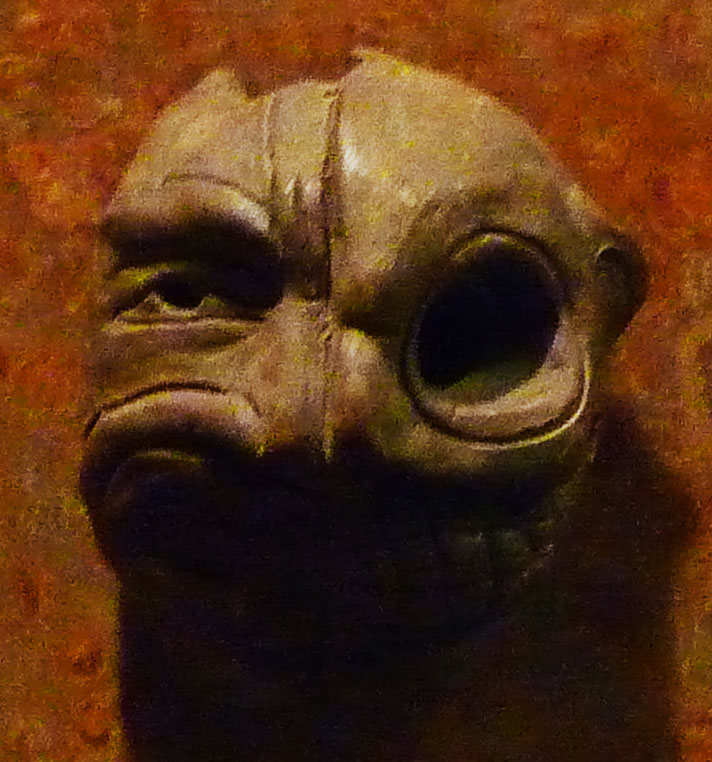
Zweigesichtige Maske